# Onthophagus sonani
Onthophagus sonani là một loài bọ cánh cứng trong họ Bọ hung (Scarabaeidae).